# Elezioni presidenziali in Cile del 1942
Le elezioni presidenziali in Cile del 1942 si tennero il 1º febbraio. Esse videro la vittoria di Juan Antonio Ríos Morales del Partito Radicale del Cile, che divenne Presidente.

## Risultati
| Candidati                 | Partiti                   | Voti    | %     |
| ------------------------- | ------------------------- | ------- | ----- |
| Juan Antonio Ríos Morales | Partito Radicale del Cile | 260 034 | 55,95 |
| Carlos Ibáñez del Campo   | Partito Liberale          | 204 635 | 44,03 |
| Dispersi                  | -                         | 124     | 0,03  |
| Totale                    | Totale                    | 464 793 | 100   |